# Montigny-sur-Loing
Montigny-sur-Loing és un municipi francès, situat al departament de Sena i Marne i a la regió de Illa de França. L'any 2007 tenia 2.749 habitants.
Forma part del cantó de Nemours, del districte de Fontainebleau i de la Comunitat de comunes Moret Seine et Loing.

## Demografia

### Població
El 2007 la població de fet de Montigny-sur-Loing era de 2.749 persones. Hi havia 1.116 famílies, de les quals 277 eren unipersonals (83 homes vivint sols i 194 dones vivint soles), 360 parelles sense fills, 400 parelles amb fills i 79 famílies monoparentals amb fills.
La població ha evolucionat segons el següent gràfic:
Habitants censats

### Habitatges
El 2007 hi havia 1.427 habitatges, 1.128 eren l'habitatge principal de la família, 185 eren segones residències i 114 estaven desocupats. 1.292 eren cases i 125 eren apartaments. Dels 1.128 habitatges principals, 906 estaven ocupats pels seus propietaris, 189 estaven llogats i ocupats pels llogaters i 33 estaven cedits a títol gratuït; 18 tenien una cambra, 76 en tenien dues, 186 en tenien tres, 241 en tenien quatre i 606 en tenien cinc o més. 800 habitatges disposaven pel capbaix d'una plaça de pàrquing. A 462 habitatges hi havia un automòbil i a 570 n'hi havia dos o més.

### Piràmide de població
La piràmide de població per edats i sexe el 2009 era:
| Homes | Edats   | Dones |
| ----- | ------- | ----- |
| 4     | 95 o +  | 0     |
| 4     | 90 a 94 | 0     |
| 8     | 85 a 89 | 28    |
| 32    | 80 a 84 | 24    |
| 28    | 75 a 79 | 56    |
| 60    | 70 a 74 | 52    |
| 44    | 65 a 69 | 44    |
| 64    | 60 a 64 | 56    |
| 80    | 55 a 59 | 60    |
| 116   | 50 a 54 | 92    |
| 132   | 45 a 49 | 132   |
| 120   | 40 a 44 | 112   |
| 112   | 35 a 39 | 140   |
| 80    | 30 a 34 | 68    |
| 80    | 25 a 29 | 68    |
| 48    | 20 a 24 | 72    |
| 140   | 15 a 19 | 104   |
| 116   | 10 a 14 | 148   |
| 64    | 5 a 9   | 96    |
| 48    | 0 a 4   | 52    |

## Economia
El 2007 la població en edat de treballar era de 1.856 persones, 1.379 eren actives i 477 eren inactives. De les 1.379 persones actives 1.297 estaven ocupades (676 homes i 621 dones) i 83 estaven aturades (38 homes i 45 dones). De les 477 persones inactives 158 estaven jubilades, 187 estaven estudiant i 132 estaven classificades com a «altres inactius».

### Ingressos
El 2009 a Montigny-sur-Loing hi havia 1.143 unitats fiscals que integraven 2.923 persones, la mediana anual d'ingressos fiscals per persona era de 24.685 €.

### Activitats econòmiques
Dels 168 establiments que hi havia el 2007, 2 eren d'empreses extractives, 2 d'empreses alimentàries, 8 d'empreses de fabricació d'altres productes industrials, 20 d'empreses de construcció, 29 d'empreses de comerç i reparació d'automòbils, 3 d'empreses de transport, 6 d'empreses d'hostatgeria i restauració, 4 d'empreses d'informació i comunicació, 8 d'empreses financeres, 12 d'empreses immobiliàries, 39 d'empreses de serveis, 27 d'entitats de l'administració pública i 8 d'empreses classificades com a «altres activitats de serveis».
Dels 38 establiments de servei als particulars que hi havia el 2009, 1 era una oficina de correu, 3 tallers de reparació d'automòbils i de material agrícola, 1 establiment de lloguer de cotxes, 5 paletes, 4 fusteries, 4 lampisteries, 3 electricistes, 2 empreses de construcció, 1 perruqueria, 3 restaurants, 10 agències immobiliàries i 1 saló de bellesa.
Dels 9 establiments comercials que hi havia el 2009, 1 era un hipermercat, 2 botigues de més de 120 m², 1 una botiga de menys de 120 m², 1 una botiga de congelats, 1 una llibreria, 1 una sabateria, 1 una botiga de mobles i 1 una joieria.

## Equipaments sanitaris i escolars
L'únic equipament sanitari que hi havia el 2009 era una farmàcia.
El 2009 hi havia 1 escola maternal i 1 escola elemental.

## Poblacions més properes
El següent diagrama mostra les poblacions més properes.